# Anton Polyutkin
Bản mẫu:Eastern Slavic name
Anton Sergeyevich Polyutkin (tiếng Nga: Антон Сергеевич Полюткин; sinh ngày 2 tháng 2 năm 1993) là một hậu vệ bóng đá người Nga hiện tại thi đấu cho FC Sibir Novosibirsk.

## Sự nghiệp
Polyutkin có màn ra mắt tại Giải bóng đá Quốc gia Nga cho FC Yenisey Krasnoyarsk vào ngày 27 tháng 10 năm 2013 trong trận đấu với F.K. Arsenal Tula. Vào tháng 3 năm 2017, anh gia nhập câu lạc bộ Moldova Academia Chișinău; anh có màn ra mắt trước Saxan ngày 17 tháng 3.